# Красавин, Павел Александрович
Павел Александрович Красавин (26 июня 1925, Шумлево, Ярославская губерния — 15 марта 2006, Екатеринбург) — автоматчик взвода разведки роты управления 19-й гвардейской танковой бригады 3 гвардейского танкового корпуса, гвардии красноармеец — на момент награждения орденом Славы 1-й степени.

## Биография
Родился 26 июня 1925 года в деревне Шумлево Угличского уезда Ярославской губернии (ныне — Угличский район Ярославской области).
Окончил 4 класса. Работал в колхозе.
В апреле 1943 года был призван в Красную Армию. В октябре 1943 года в числе очередного пополнения прибыл в 3-й гвардейский танковый корпус и зачислен автоматчиком в моторизированный батальон 19-й танковой бригады. Сражался с гитлеровцами в Белоруссии и Литве. За участие в форсировании Березины автоматчик Красавин был награждён орденом Красной Звезды.
8 июля 1944 года в боях за город Вильнюс гвардеец Красавин находился в первых рядах наступающих. Гранатами подавил пулемётную точку врага. Возвращаясь к своим позициям с товарищем подбил мотоцикл противника, уничтожил до 10 противников, взял в плен 2-х офицеров и доставил в часть. Пленные дали командованию ценные сведения. Приказом от 30 июля 1944 года гвардии красноармеец Красавин Павел Александрович награждён орденом Славы 3-й степени.
11 октября 1944 года разведчик взвода разведки роты управления той же танковой бригады Красавин с группой разведчиков проник в расположение противника и завязал бой. В районе населённого пункта Грюнхайде поразил расчёт пулемёта и в рукопашной схватке уничтожил восемь противников. Приказом от 26 октября 1944 года гвардии красноармеец Красавин Павел Александрович награждён орденом Славы 2-й степени.
11 марта 1945 года автоматчик взвода разведки роты управления той же бригады Красавин на подходе к населённому пункту Коллетцкау первым обнаружил засаду и внезапным огнём уничтожил 2 противников и 1 взял в плен. Пленный сообщил ценные сведения. В этом бою Красавин был ранен, но поля боя не покинул до выполнения боевой задачи.
Указом Президиума Верховного Совета СССР от 29 июня 1945 года за исключительное мужество, отвагу и бесстрашие, проявленные на заключительном этапе Великой Отечественной войны в боях с вражескими захватчиками, гвардии красноармеец Красавин Павел Александрович награждён орденом Славы 1-й степени. Стал полным кавалером ордена Славы.
Также награждён орденами Отечественной войны 1-й степени, Красной Звезды (20.07.1944), медалями, в том числе «За победу над Германией» (09.05.1945).
После победы продолжил службу в армии. В 1950 году старшина Красавин был демобилизован. Уехал на Урал, куда в самом начале войны эвакуировалась его семья. Жил в городе Свердловске. В 1951 году вступил в ВКП(б)/КПСС. Работал слесарем-сборщиком на Машиностроительном заводе имени М. И. Калинина.
В 2005 году у ветерана были украдены награды. Преступник пришёл под видом историка-исследователя, просил разрешения сфотографировать награды и документы и, отвлекая внимание, подменил награды на подделки. Это событие подорвало здоровье ветерана.
Скончался 15 марта 2006 года. Похоронен на Северном кладбище Екатеринбурга.
Его имя увековечено на аллее Славы у памятника-часовни «Защитникам Отечества во все времена».